# Estação Camarones
A Estação Camarones é uma das estações do Metrô da Cidade do México, situada na Cidade do México, entre a Estação Aquiles Serdán e a Estação Refinería. Administrada pelo Sistema de Transporte Colectivo, faz parte da Linha 7.
Foi inaugurada em 29 de novembro de 1988. Localiza-se no cruzamento da Avenida Ferrocarriles Nacionales com o Eixo 3 Norte. Atende o bairro Santa Cruz Acayucan, situado na demarcação territorial de Azcapotzalco. A estação registrou um movimento de 5.508.612 passageiros em 2016.